# Università della Ruhr a Bochum

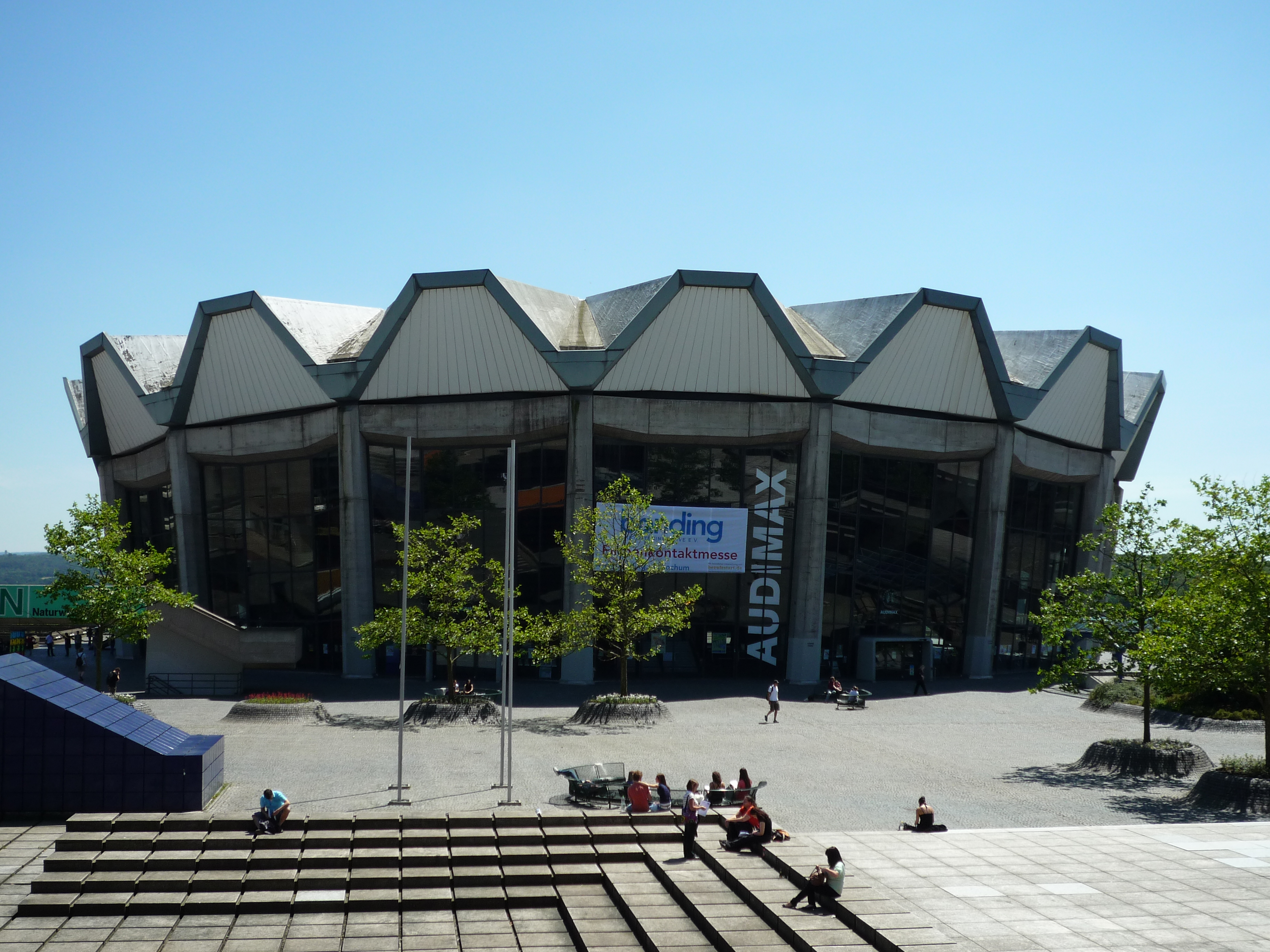
L'aula magna Audimax

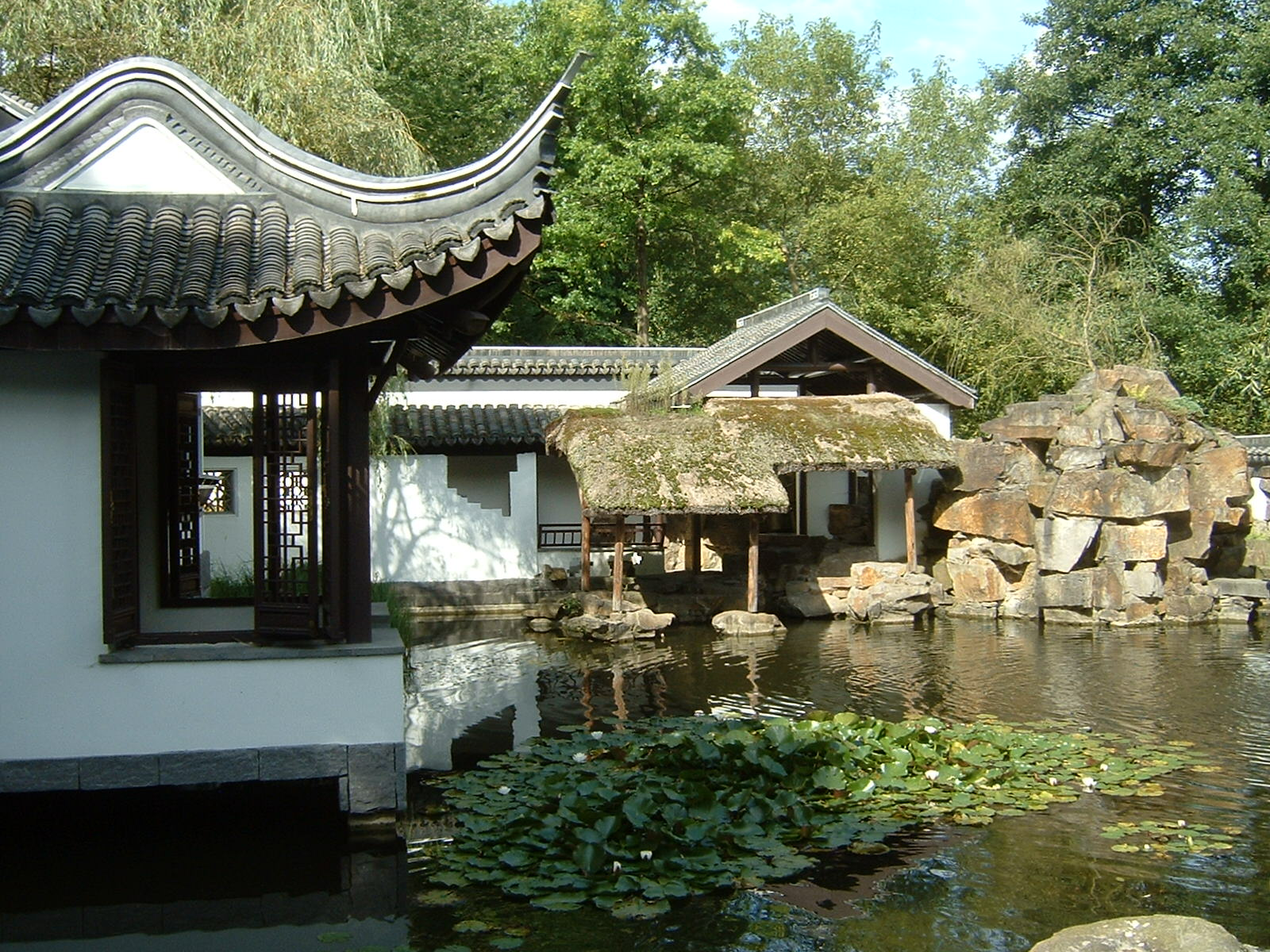
Il giardino cinese all'interno del giardino botanico

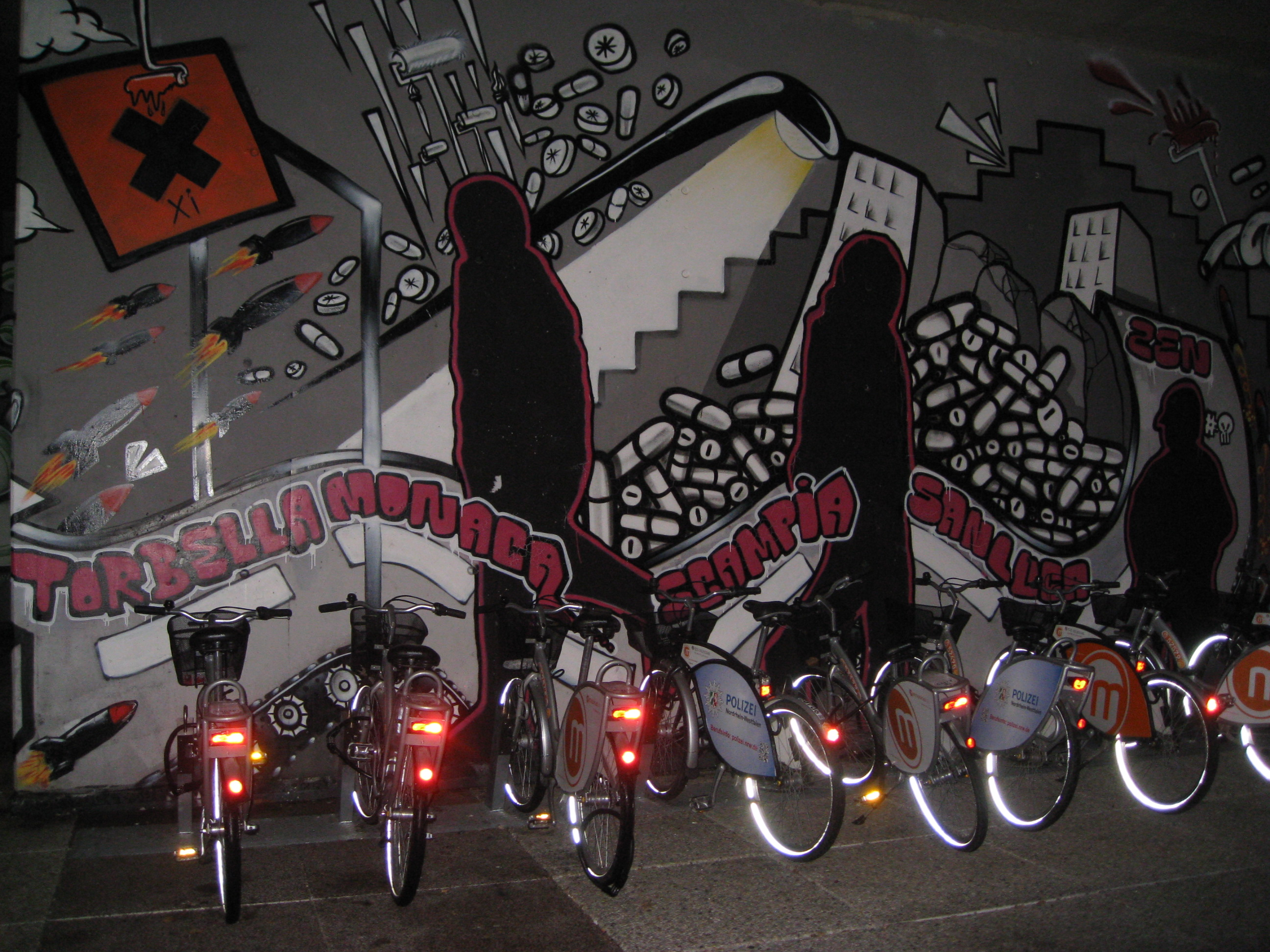
Graffito nei pressi dell'entrata principale dell'Università della Ruhr ispirato a luoghi italiani degradati, davanti al graffito è presente una postazione di condivisione di biciclette

L'Università della Ruhr a Bochum (in tedesco Ruhr-Universität Bochum, abbreviato RUB) è la prima nuova università pubblica creata in Germania dopo la seconda guerra mondiale. Fondata nel 1962 e situata nella zona della Ruhr ha istituito il primo corso nel 1965.

## Punti di interesse
- Il giardino botanico con il giardino cinese.
- Lo Hegel-Archiv, promuove la ricerca e conserva l'opera del filosofo Georg Wilhelm Friedrich Hegel.

## Facoltà
L'università è organizzata in ventuno differenti facoltà.
- Facoltà di Teologia protestante
- Facoltà di Teologia cattolica
- Facoltà di Filosofia, Pedagogia e Giornalismo
- Facoltà di Storia
- Facoltà di Filologia
- Facoltà di Giurisprudenza
- Facoltà di Economia
- Facoltà di Scienze sociali
- Facoltà di Studi orientali
- Facoltà di Scienze dello sport
- Facoltà di Psicologia
- Facoltà di Ingegneria civile
- Facoltà di Ingegneria meccanica
- Facoltà di Ingegneria elettronica e Scienze informatiche
- Facoltà di Matematica
- Facoltà di Fisica e Astronomia
- Facoltà di Geologia
- Facoltà di Chimica e Biochimica
- Facoltà di Biologia e Biotecnologia
- Facoltà di Medicina
- Facoltà di Informatica

## Rettori
- 1963-1965: Hans Wenke
- 1965-1967: Heinrich Greeven
- 1967-1969: Kurt Biedenkopf
- 1969-1972: Hans Faillard
- 1972-1973: Siegfried Grosse
- 1973-1975: Günter Ewald
- 1975-1979: Peter Meyer-Dohm
- 1979-1989: Knut Ipsen
- 1989-1993: Wolfgang Maßberg
- 1994-1998: Manfred Bormann
- 1998-2002: Dietmar Petzina
- 2002-2006: Gerhard Wagner
- 2006-2015: Elmar Weiler
- dal 2015: Axel Schölmerich